# 인턴 X
《인턴 X》(영어: Vital Signs)는 미국에서 제작된 머리사 실버 감독의 1990년 코미디 드라마 영화이다. 에이드리언 패즈다, 다이앤 레인, 지미 스미츠 등이 출연하였고, 로리 펄먼 등이 제작에 참여하였다.

## 줄거리
학업, 사랑, 무리 내 관계, 경쟁, 학비 문제로 어려움을 겪는 로스앤젤레스 의과 대학 3년차 학생들을 그린다.

## 출연진
- 에이드리언 패즈다
- 다이앤 레인
- 지미 스미츠
- 잭 괄트니
- 로라 샌저코모
- 제인 애덤스
- 팀 랜섬
- 윌리엄 더베인
- 노르마 알레안드로
- 브래들리 휫퍼드
- 리사 제인 퍼스키
- 월리스 랭엄
- 제임스 캐런

## 기타 제작진
- 배역: 마저리 심킨
- 미술: 토드 핼러웰
- 의상: 데버라 에버턴